# RADIO GROOVE (エフエム・ノースウェーブの番組)
『RADIO GROOVE』（ラジオ・グルーブ）は、FM NORTH WAVEで2016年10月3日から放送されている、主に学生向けのラジオ番組。通称は「ラジグル」。

## 概要
- 主に学生をターゲットとした番組で、ジングルやグッズには「for high school student」とあるが小学生から大学生まで広い範囲の学生からメッセージが届いている。
- LINE公式アカウント、Twitterアカウント、Instagramアカウント、TikTokアカウントがあり、LINEのメッセージやTwitterの番組ハッシュタグ「#ラジグル」に寄せられたつぶやき、及び公式ホームページやメールから送られたメッセージは番組内で紹介されることがある。

## 放送時間
- 毎週月曜 - 木曜 19:00 - 21:00（JST）[1]
  - ただし、他の番組等の都合で番組開始時間が前後する場合有り。

## 出演者
| 期間    | 期間    | 月曜                                          | 火曜                                          | 水曜                     | 木曜                     |
| ------- | ------- | --------------------------------------------- | --------------------------------------------- | ------------------------ | ------------------------ |
| 2016.10 | 2018.03 | ワタナベシンゴ （THE BOYS&GIRLS、シンゴ部長） | ワタナベシンゴ （THE BOYS&GIRLS、シンゴ部長） | 佐藤広大 （広大部長）    | 佐藤広大 （広大部長）    |
| 2018.04 | 2019.03 |                                               |                                               | 佐藤広大 （広大部長）    | 佐藤広大 （広大部長）    |
| 2019.04 | 現在    | 加藤ジュン（ジュン部長）                      | 加藤ジュン（ジュン部長）                      | 加藤ジュン（ジュン部長） | 加藤ジュン（ジュン部長） |

## コーナー
- ラジグルタイムライン（19:10頃 - ）
  - 放送日に起こった音楽関連のニュースを紹介する。
- ゲストコーナー（19:30頃 - ）
  - 「先輩ゲスト」としてアーティストからのメッセージを放送する。
- ノンストップリクエスト（20:30頃 - ）
  - リスナーからのリクエスト曲をほぼノンストップで放送する。

週一、月一のコーナー
- ラジグル留学相談室（2025年-　毎月第一）
  - 札幌留学センターの方から、最近の留学事情について話してもらうというコーナー。ちなみに加藤ジュン本人も、札幌留学センターにお世話になっていたという。

過去のコーナー
- ドコモスマホ部!（2021年2月11日 - 3月25日、2022年2月8日 - 3月29日　毎週火曜 20:15 - 20:25頃）
  - スマホを楽しむ部活と称して、スマートフォンに関する質問への答えを募集した。毎週1名に5000円分のQUOカードをプレゼントしていた[2][3][4]。

## エピソード
- 2021年5月6日と2022年5月4日の放送では「私のお母さんスペシャル」と題し、リスナーの母親に関するメッセージを募集した。この日は5人にクッキーアソートがプレゼントされた[5][6]。
- 2021年6月17日と2022年6月16日の放送では「私のお父さんスペシャル」として、リスナーの中から父親に関するメッセージを募集し、5名におかきがプレゼントされた[7][8] 。
- 2020年12月24日と2021年12月23日の番組では加藤ジュンがサンタクロースに扮し、リスナーから「1万円以内で買える欲しいもの」に関するメッセージを募集し、1人にその欲しいものをプレゼントした[9][10]。
- 2021年と2022年の12月1日の放送ではリスナーからのお悩みを募集し、ナイトdeライトの満矢牧師とともにリスナーのお悩み相談に答えた[11][12]。

2020年
- 11月25日は「Xmas大作戦 💘やっぱり恋がしたい💘 スペシャル」と題しリスナーからの恋愛相談を募集し、メッセージが読まれたリスナーに恋愛成就ミラーをプレゼントした。なお、この日は宮川愛李が電話出演した[13]。
- 12月31日は「NHK紅白歌合戦」にちなみ、「紅組･白組応援リクエスト」を募集した。また、ハーゲンダッツのプレゼントもあった[3]。

2021年
- 1月11日 - 14日にはRude-αとのコラボとしてNintendo Switch Liteを毎日1名にプレゼントした[14]。
- 2月8日 - 11日はHakubiとのコラボとして「夜に寄り添うブランケット」を毎日5名にプレゼントした[15]。
- 3月15日の放送は、SEKAI NO OWARIとコラボし、SEKAI NO OWARIの曲のリクエストを募集した。また、サイン入りポスターのプレゼントもあった[16]。
- 4月29日の放送ではWANIMAとコラボし、プレゼントがあった[17]。
- 6月7日から10日の放送ではKALMAとのコラボとしてチェキを毎日1名にプレゼントした[18]。
- 6月22日の放送はBTSスペシャルとし、BTSにまつわるメッセージを募集した。また、BTSのポスターのプレゼントもあった[19]。
- 8月23日から26日の放送ではHakubiとのコラボとしてワイヤレスイヤホンを毎日1名にプレゼントした[20]。
- 9月6日から9月9日の放送ではラッキーワードを書いたリクエストが採用されたリスナーにマカロンと図書カードをプレゼントした[21]。
- 10月28日の放送ではキーワードを送ったリスナーの中から10名にお菓子をプレゼントした[22]。
- 11月16日の放送ではメッセージが読まれた受験生のリスナーに合格祈願ラムネをプレゼントした[23]。
- 12月1日の放送ではリスナーからのお悩みを募集し、ナイトdeライトの満矢牧師とともにリスナーのお悩み相談に答えた[11]。
- 12月6日の放送では「クリスマス大作戦！ 💘やっぱり恋がしたい💘 スペシャル」と題し、リスナーからの恋愛相談を募集し、その恋愛相談が読まれたリスナーに恋愛成就ミラーをプレゼントした[24]。
- 12月30日の番組では「No.1推しソングリクエスト祭り」と題してリスナーの今年1番の推しソングのリクエストを募集した。また、図書カードのプレゼントもあった[25]。

2022年
- 1月29日の放送は「マカロニえんぴつスペシャル」とし、マカロニえんぴつに関するメッセージを募集した。3名にはマカロニえんぴつのポスターをプレゼントした[26]。
- 3月25日、番組キャラクターの名前がらじのすけに決定した[27]。
- 4月11日、らじのすけLINEスタンプが完成、販売を開始した[28]。
- 5月12日の放送ではリスナーから恋愛相談を募集し、シンガーソングライターのみゆうとともに回答した。恋愛成就ミラーを恋愛相談が読まれたリスナーにプレゼントした[29]。
- 7月から8月は北翔大学とのコラボとしてマイルドライナー2本セットを毎日2名にプレゼントした[30]。
- 8月11日の放送は20時からの放送。この日の放送では番組中でオンエアする楽曲はINIの楽曲のみとした[31]。
- 8月15日から19日はM!lkとのコラボ企画として、ダブルネームロゴ入り オリジナルワイヤレス充電器を毎日5名にプレゼントした[32]。
- 9月19日は20時からの放送。この日は「ダンス!ダンス!ダンス!リクエスト祭」と称して「聴くと思わず踊りたくなる「アガる曲」」のリクエストを募集した。この日はリクエストが流れた全員にラジグルマカロンのプレゼントがあった[33]。
- 9月22日から28日は「ラジグルSDGs週間」と題し、SDGsに関する内容を放送した。また、プレゼントも用意されていた[34]。
- 10月10日はスポーツの日だったことから、「スポーツ」というメッセージテーマを設定した。この日はラジグルグッズセットをプレゼントとした[35]。
- 10月31日はハロウィンだったことから、キーワードを送ったリスナーの中から5名にお菓子セットをプレゼントした[36]。
- 11月7日から10日の週は「ラジグルリクエスト祭り」と題し、リクエストが採用されたリスナー全員に番組ロゴ入りクルトガ、日替わりで毎日2名にプレゼントがあった[37]